# ヘパシビリン
ヘパシビリン(Hepacivirin, EC 3.4.21.98)は、加水分解酵素である。以下の化学反応を触媒する。Cpro-2、hepatitis C virus NS3 serine proteinase、NS3-4A serine proteinase complex等とも呼ばれる。
P6位にアスパラギン酸またはグルタミン酸、P1位にシステインまたはトレオニン、P1’位にセリンまたはアラニンが位置するウイルスのポリタンパク質前駆体の4つのペプチド結合を加水分解する。
この酵素は、C型肝炎ウイルス(hepatitis C )のゲノムでコードされている。